# Уэлд (Мэн)
Уэлд (англ. Weld) — город в округе Франклин, штат Мэн, США. Инкорпорирован в 1816 году. Согласно данным переписи населения США 2010 года население города составляет 419 человек.

## История
Первое поселение в этой местности появилось в 1800 году и было известно как Плантация Уэббс-Понд. Ранее эти земли у штата Массачусетс купил Джонатан Филлипс. В 1815 году Джейкоб Эббот и Бенджамин Уэлд, представитель одной из семей «бостонских браминов», выкупили принадлежавшие Филлипсу земли и начали их продажу поселенцам. 8 февраля 1816 года город был инкорпорирован и получил название Уэлд.

## География
Уэлд расположен на восточном берегу озера Уэбб в центральной части округа Франклин. С востока к городу прилегает парк Маунт-Блу. 

## Демография
По данным переписи населения 2010 года в Уэлде проживало 419 человек (215 мужчин и 204 женщины), 97,6 % населения — белые, 0,2 % — афроамериканцы, 0,2 % — представители других рас, 1,7 % — две и более расы. Средний возраст жителей 54 года. 